# Трофеи войны
«Трофеи войны» (англ. The Spoils of War) — четвёртый эпизод седьмого сезона фэнтезийного сериала канала HBO «Игра престолов», и 64-й во всём сериале. Сценарий к эпизоду написали создатели сериала Дэвид Бениофф и Д. Б. Уайсс, а режиссёром стал Мэтт Шекман.
«Трофеи войны» получил всеобщее признание критиков, которые посчитали битву между Дейенерис и Джейме, возвращение Арьи в Винтерфелл и её взаимодействие с Бриенной, и разговор между Дейенерис и Джоном Сноу на Драконьем Камне лучшими моментами эпизода. Эпизод установил рекорд индустрии по большому количеству подожжённых каскадёров, а также было сделано 73 «огненных поджога», при этом в один кадр сняли 20 горящих людей. В США эпизод посмотрели 10.17 миллионов зрителей во время оригинального показа, что делает его самым высокорейтинговым эпизодом сериала на данный момент.

## Сюжет

### В Королевской Гавани
Королева Серсея (Лина Хиди) уверяет Тихо (Марк Гэтисс), что долги Короны Железному Банку будут полностью выплачены. Тихо гарантирует, что после этого Банк будет готов выдать новый кредит на расширение её армии и флота. Затем Серсея раскрывает, что Квиберн (Антон Лессер) связался с Золотыми Мечами, чтобы нанять их сражаться за Ланнистеров против сил Дейенерис.

### В Винтерфелле
Мизинец (Эйдан Гиллен) дарит Брану (Айзек Хэмпстед-Райт) кинжал из валирийской стали, который использовали при покушении на жизнь Брана. Бейлиш пытается заставить Брана рассказать о его приключениях после побега из Винтерфелла, но Бран в ответ вдруг повторяет фразу самого Бейлиша, которую тот когда-то сказал Варису: «хаос — это лестница». Мизинец потрясён. Мира (Элли Кендрик) навещает Брана, чтобы попрощаться: когда нападут Белые Ходоки, она хочет быть со своей семьёй. Бран настолько равнодушно относится к её уходу, что Мира понимает: прежний Бран «умер» в пещере Трёхглазого Ворона.
Арья (Мэйси Уильямс) прибывает в Винтерфелл, где она ускользает от стражников и приходит в крипту, чтобы навестить гробницу отца. Там её и находит Санса (Софи Тёрнер). Санса отводит Арью к Брану в богорощу. Арье становится не по себе, когда Бран упоминает её список имён, и Бран отдаёт ей кинжал из валирийской стали, подарок Мизинца. Подрик (Дэниел Портман) уверяет Бриенну (Гвендолин Кристи), что она выполнила свою клятву Кейтилин (Мишель Фэйрли); Бриенна настаивает на том, что она почти ничего не сделала. Позже Бриенна даёт Подрику очередной урок битвы на мечах, и Арья просит разрешения попрактиковаться с ней. Они сводят поединок вничью, при этом Санса и Мизинец наблюдают за ними.

### На Драконьем Камне
Джон (Кит Харингтон) показывает Дейенерис (Эмилия Кларк) месторождение драконьего стекла. Углубляясь всё дальше в пещеры, они доходят до созданных Детьми леса древних наскальных рисунков, изображающих совместную борьбу Детей и Первых Людей с Белыми Ходоками. Убедившись, что Джон говорит правду, Дейенерис обещает помощь в борьбе с мертвецами, но только если он преклонит колено. Джон всё ещё колеблется.
Когда они выходят из пещеры, Тирион (Питер Динклэйдж) и Варис (Конлет Хилл) сообщают, что, хотя Утёс Кастерли и был захвачен, флот Безупречных сожжён; кроме того, Ланнистеры захватили Хайгарден. Разочарованная серией поражений, Дейенерис просит совета у Джона, а тот отвечает, что если она использует драконов для нападения на Королевскую Гавань, то не будет отличаться от других тиранов, ранее правивших Семью Королевствами.
Спустя некоторое время Теон (Альфи Аллен) и другие выжившие Железнорождённые возвращаются на Драконий Камень. Джон говорит Теону, что его роль в побеге Сансы является единственной причиной, по которой он ещё не прикончил его. Теон просит возможности увидеться с Дейенерис, чтобы попросить её помощи в спасении Яры (Джемма Уилан), но ему говорят, что королевы нет сейчас на Драконьем Камне.

### На Дороге Роз
Караван Ланнистеров покидает Хайгарден, забрав с собой золото и еду. Джейме (Николай Костер-Вальдау) даёт Бронну (Джером Флинн) большой мешок с золотом и трофеи и отговаривает от его просьбы получить Хайгарден в качестве обещанного замка.
Когда караван приближается к Королевской Гавани, войско Ланнистеров и Тарли внезапно атакует орда дотракийцев при поддержке с воздуха Дейенерис верхом на Дрогоне, который сжигает ряды пехоты и все повозки с провизией. Ворвавшись в выжженные бреши, кочевники одерживают сокрушительную победу. Убедившись, что обычные стрелы не вредят бронированной чешуе Дрогона, Джейме приказывает Бронну найти в одной из повозок скорпион Квиберна.
Бронну удаётся ранить Дрогона из скорпиона, и Дейенерис приходится приземлиться и слезть с дракона, чтобы вытащить стрелу. Джейме пытается атаковать Дейенерис, пока она на земле, но Дрогон, защищая её, выпускает струю огня. В последний момент Бронн успевает сбить Джейме с коня и нырнуть вместе с ним в реку. Джейме падает в Черноводную и начинает тонуть под тяжестью доспехов.

## Производство

### Сценарий

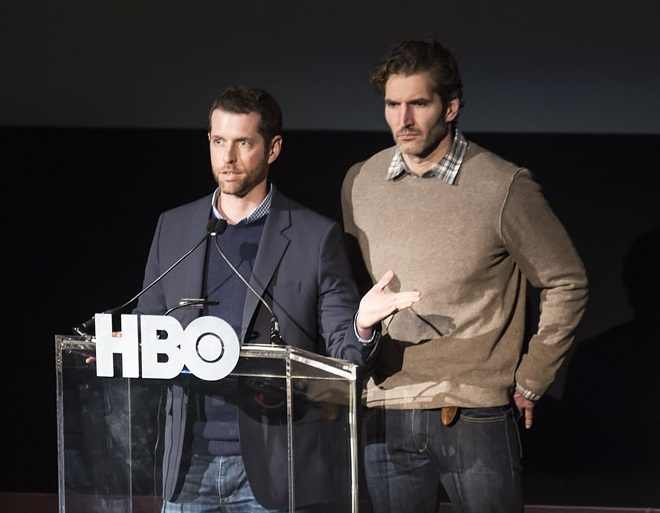
Сценарий к эпизоду написали создатели сериала Дэвид Бениофф и Д. Б. Уайсс.

Сценарий к «Трофеям войны» был написан создателями сериала Дэвидом Бениоффом и Д. Б. Уайссом. Этот эпизод является самым коротким в истории сериала на сегодняшний день. В сегменте «Inside the Episode», опубликованном HBO после выхода эпизода в эфир, Дэвид Бениофф рассказал о вдохновении по поводу возвращения Арьи Старк в Винтерфелл, сказав, что сцена была вдохновлена возвращением Одиссея, который тоже не был узнан после своего путешествия. Бениофф также заявил, что важной частью её возвращения в Винтерфелл является её отношения с Сансой Старк, а Уайсс добавил, что целью сцен в крипте, где они воссоединились, было «заложить начала сюжетной линии, где Санса понимает, кем сейчас является Арья.»
Говоря о раскрытии наскальных рисунков Детей Леса и Первых Людей, Бениофф заявил, что вдохновением для рисунков послужили пещерные рисунки, созданные доисторическими людьми, найденные во Франции, и что сцена была запоминающейся, так как она отмечает, что прошли тысячи лет с момента создания рисунков.
При написании битвы между армией Ланнистеров и Дотракийцами Дейенерис и Дрогоном, Уайсс заявил, что одним из самых интересных элементов в битве был тот факт, что два основных персонажа оказались по разные стороны поля боя, и что «невозможно хотеть, чтобы кто-то один из них победил, и невозможно хотеть, чтобы кто-то из них проиграл». Он также сравнил введение Дрогона в средневековую войну с использованием самолёта-истребителя F-16 в средневековой битве. По словам Николая Костер-Вальдау в интервью с «Entertainment Weekly» после выхода эпизода в эфир, сценарий гласил, что «Один из основных персонажей должен скоро умереть». Костер-Вальдау также заявил о своём персонаже: «Джейме такой идиот, что он задумывается на секунду: „Если я смогу это сделать, то я смогу победить во всём этом.“»

### Кастинг
Вдобавок к регулярно повторяющимся приглашённым актёрам, игрок Главной лиги бейсбола Ноа Сёндергаард, питчер «Нью-Йорк Метса», появился в качестве камео в роли кидающего копьё солдата Ланнистеров во время битвы сил Ланнистеров и Тарли против Дейенерис Таргариен и Дотракийцев. В интервью до начала сезона, проведённом «Sports Illustrated», Сёндергаард рассказал о своём появлении в сериале, сказав: «Это была сбывшаяся мечта. Я думаю это величайшее телешоу всех времён, так что возможность сказать, что я был в „Игре престолов“, является невероятным чувством.»

### Съёмки
Режиссёром «Трофеев войны» стал Мэтт Шекман. Это режиссёрский дебют Шекмана в этом сериале, но он ранее был режиссёром других телесериалов, среди которых «Фарго», «Хорошая жена», «Безумцы» и «В Филадельфии всегда солнечно». Сцена битвы в конце эпизода, которую называли «Битвой за обоз с добычей» во время производства, установил рекорд индустрии по большому количеству подожжённых каскадёров, при этом использовался настоящий огонь, а не спецэффекты, чтобы сымитировать пламя дракона, выдыхаемое Дрогоном. Было произведено 73 «огненных поджога», при этом в один кадр сняли 20 горящих людей. В интервью с «The Hollywood Reporter», Шекман рассказал о том, когда он впервые прочитал сценарий битвы, сказав: «Я читал сценарий и началась эта битва и я продолжал переворачивать страницы и битва продолжалась страницей за страницей за страницей! Волнение, стресс и страх, все построены в одно и то же время, вероятно отражая то, что происходило на экране. Это было огромной возможностью и вызовом. Я потратил лучшую часть шести месяцев работая над этой сценой.» Сцена нападения была снята в Касересе, Испании, а Эмилию Кларк, игравшую Дейенерис Таргариен, сняли верхом на движущемся механизме в Белфасте на фоне нескольких зелёных экранов.

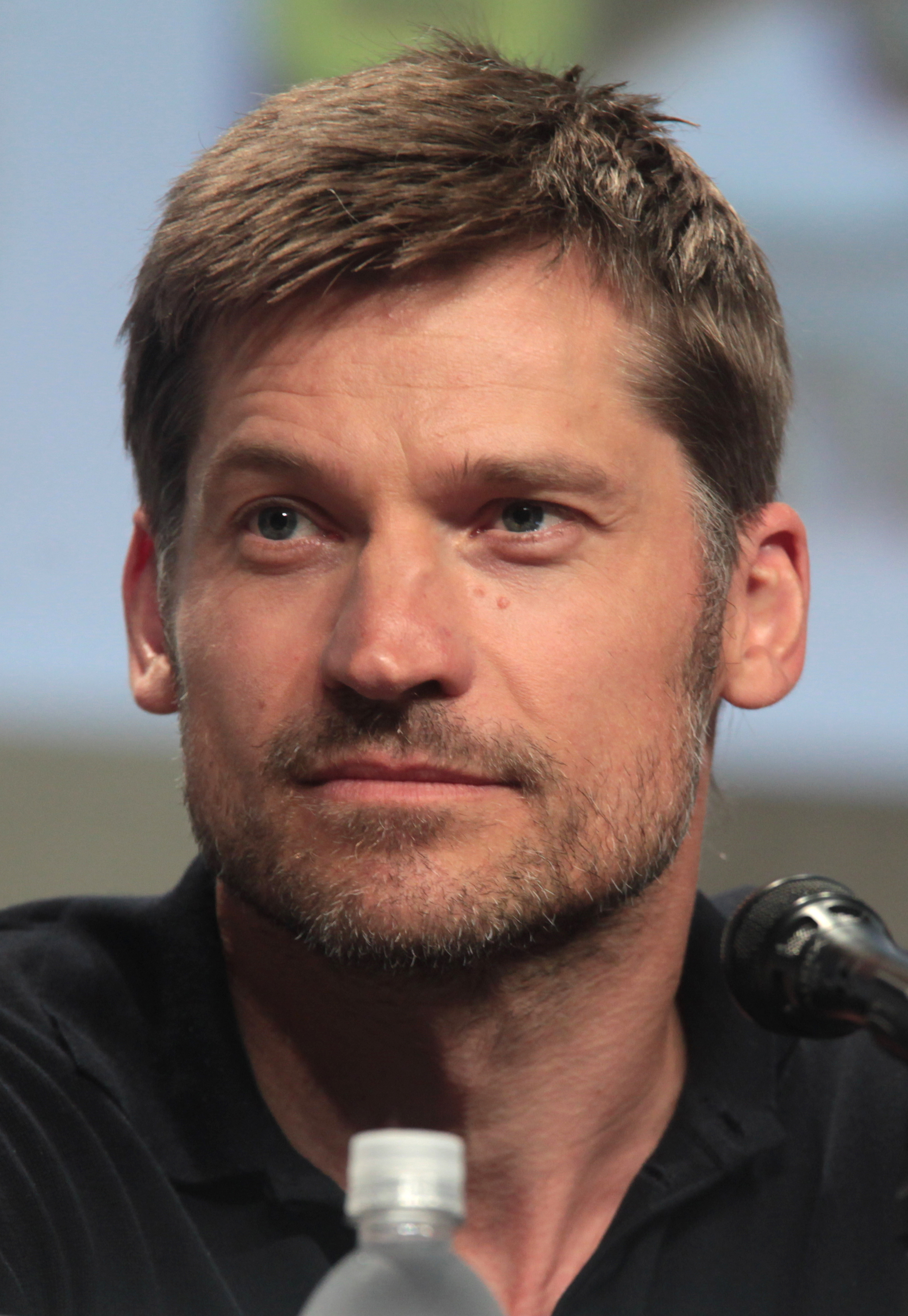
Режиссёр Мэтт Шекман выбрал Джейме Ланнистера, в исполнении Николая Костер-Вальдау (на изображении), в качестве основной точки зрения битвы.

Первым шагом Шекмана в создании сцены битвы стал выбор сосредоточиться на конкретной точке зрения, и Шекман выбрал Джейме в качестве главной точки зрения, отметив: «Видеть это с точки зрения традиционного бойца как Джейме, видеть что происходит, когда вы вводите что-то вроде напалма или атомной бомбы в битву и вдруг традиционное сражение выпрыгивает из своих рамок.» Шекман также отметил, что Тирион был другой важной точкой зрения в битве, так как он смотрит издалека, сказав: «Мы обсуждали каждый такт того, что он видел, а затем он представил это у себя в голове и воплотил это в жизнь. Он там является человеческим посредником, который смотрит сквозь битву.» Шекман снял Питера Динклэйджа в роли Тириона примерно в миле от поля битвы, и большая часть его кадров требовала «пялиться на множество различных теннисных мячей» для линии глаз. Шекман также черпал вдохновение для постановки сцены у Мигеля Сапочника, который снял эпизод шестого сезона «Битва бастардов», и Нила Маршалла, который снял эпизод второго сезона «Черноводная», а также из битв в фильмах «Апокалипсис сегодня», «Спасти рядового Райана» и «Дилижанс».
Для начала «Битвы за обоз с добычей», когда приближались Дотракийцы, Шекман заявил, что он хотел, чтобы было ощущение вестерна, сказав в интервью: «Я хотел этого ощущения вестерна — этой атаки дикарей, надвигающихся на эту более формализованную линию людей, это напряжение круговой обороны, и пытающихся защитить их от хаоса и штурма.» Шекман работал с табунщицей, Камиллой Напроус, чтобы показать мастерство Дотракийцев в езде на лошадях, которая включала в себя стояние на седле лошади и стрельбу из лука. Чтобы выполнить этот трюк, Напроус смастерила то, что называлось «металлическим башмаком», что позволяло каскадёрам стоять на лошадях. В продолжении сцены Дрогон атакует армии Ланнистеров и Тарли, и руководитель спецэффектов Джо Бауэр отметил, что количество кадров Эмилии Кларк в роли Дейенерис Таргариен верхом на Дрогоне значительно выросло, в то время как во всём шестом сезоне было одиннадцать кадров, а в «Трофеях войны» целых 80 кадров. Когда каскадёры горели в огне, им приходилось задерживать дыхание, пока огонь не будет потушен, а особое внимание было уделено каскадёрам в центре кадра, так как они испытывали на себя жар от огня. Шекман также рассказал о трудностях съёмки сцен с драконом и безопасности каскадёров, сказав: «Самым сложным оказался вопрос безопасности, потому что вы имеете дело с огнём, лошадьми и актёрами — а им не бывает хорошо в непосредственной близости, тем не менее природа всего этого заключалась в создании этого кошмара, где, как только сцена прогрессирует, всё больше и больше создаётся ощущение, будто вы в аду. Это было сложно.»
В интервью с «Entertainment Weekly», Софи Тёрнер, которая играет Сансу Старк, рассказала о съёмках сцены воссоединения с Мэйси Уильямс, которая играет Арью Старк. Тёрнер заявила, что они обе продолжали смеяться во время съёмок сцены, и что они не могли «держать лицо». Она продолжила: «Наши отношения очень близки, но это лишь их весёлая часть, а никак не деловая. Я нервничала. Это просто пугало меня. Это как выступать для своей мамы. Когда кто-то смотрит, ты это уже делаешь не так хорошо.» Уильямс также рассказала об этой сцене, сказав: «Это было самым странным, когда мы снимали нашу первую сцену вместе. Мы обе были смущены, когда мы делали своё дело перед друг другом. Нам потребовалось несколько часов, чтобы стать серьёзней и в конце концов сделать это. Позже на площадке стало хорошо и мы смогли сосредоточиться, но это было очень трудно влезть в персонажа, когда Софи стояла передо мной.»

## Реакция

### Рейтинги
«Трофеи войны» посмотрели 10.17 миллионов зрителей во время оригинального показа на HBO, что значительно выше, чем рейтинг 9.25 миллионов зрителей у эпизода «Правосудие королевы». Он установил рекорд для «Игры престолов» как самый высокорейтинговый эпизод сериала на сегодняшний день, опередив премьеру седьмого сезона, которая ранее удерживала рекорд сериала. Рейтинг в возрастной категории 18-49 составил 4.6, что делает его самым высокорейтинговым шоу на кабельном телевидении в ночь показа.

### Реакция критиков
«Трофеи войны» получил всеобщее признание критиков, которые посчитали битву между Дейенерис Таргариен и Джейме Ланнистером, возвращение Арьи в Винтерфелл и её взаимодействие с Бриенной, и разговор между Дейенерис и Джоном Сноу на Драконьем Камне лучшими моментами эпизода. Он получил рейтинг 97% на сайте Rotten Tomatoes на основе 39 отзывов, со средним рейтингом 9.2 из 10. Консенсус сайта гласит: «„Трофеи войны“ предоставляет пожалуй величайшую сцену битвы на данный момент в захватывающей, эпической, огненной зрелищности.» Эпизод также в настоящее время удерживает рейтинг 9.9/10 на сайте IMDb, что делает его одним из самых рейтинговых эпизодов на сайте.
Мэтт Фоулер из IGN написал в своей рецензии к эпизоду: «Предыдущие три эпизода „Престолов“ теперь закончились большими кусками экшена, но битва с Дотракийцами и Дрогоном в Просторе, в „Трофеях войны“, была одной из наиболее захватывающих и великолепных на сегодняшний день. Она может даже соперничать с „Суровым Домом“ по зрелищности.» Он продолжил: «„Игра престолов“ не церемонилась и не показала ни четвертака на этой неделе, так как мы стали свидетелями одной из самых яростных и самых увлекательных битв когда-либо созданных на этом шоу, с участием основных любимых фанатами персонажей по разные стороны битвы. На вершине всего этого Арья, которая семь лет спустя добралась домой в Винтерфелл и которой удалось победить Бриенну Тарт в дружеском поединке. В Винтерфелле сейчас три Старка, но теперь, когда Мизинец там „отравляет колодец“, всё пока не совсем в порядке.» Он дал эпизоду оценку 10 из 10. Майлз Макнатт из «The A.V. Club» также похвалил заключительную битву: «„Трофеи войны“ оправдывает своё название, подтверждая насколько плодотворной может быть война в качестве механизма повествования в определённых моментах жизни сериала.» Он также сравнил этот эпизод с предыдущим, «Правосудием королевы», в котором было две битвы и которые в основном происходили не на экране, написав: «Здесь битву освещают с нескольких точек зрения, каждая из которых наделена смыслом и целью: наша точка зрения переключается между Дени с Дрогоном и Джейме с Бронном, и потом, в конечном счёте, добавляется ещё и позиция Тириона, наблюдающего издалека. И режиссура от новичка в „Престолах“, режиссёра Мэтта Шекмана, использует эти точки зрения очень осторожно.»" Он завершил свою рецензию, сказав: «Серия „Трофеи войны“ фокусируется на персонажах, чьи истории ещё далеко не закончены, и искусно создаёт слияния, которые заканчиваются, но тем не менее ни одна из историй не черпает смысла из того, что технически, на данный момент, что любая история может закончится в любой момент.» Он дал эпизоду оценку A-. Джеймс Хибберд из «Entertainment Weekly» дал эпизоду оценку A, написав в своей рецензии: «Все утечки в мире не смогли разрушить впечатление от „Трофеев войны“. Самый короткий эпизод в истории „Игры престолов“ — и часть динамично развивающегося сезона за всю историю шоу — совсем не казался торопящимся, а эффект истории остался невероятно сильным, и неважно что именно вы знали раньше времени.»

## Утечка
4 августа 2017 года сообщили, что за два дня до начала оригинального показа, эпизод выложила в интернет Star India, один из международных сетевых партнёров HBO.